# Štěpánka Pučálková
Štěpánka Pučálková (* 11. července 1986 Berlín) je česká operní pěvkyně – mezzosopranistka, která v srpnu 2018 nastoupila jako sólistka do angažmá v drážďanské Semperově opeře.

## Osobní život a vzdělání
Narodila se roku 1986 v Berlíně během tamního pracovního pobytu rodičů Jana a Zdeňky Pučálkových. Mládí prožila v Praze, kde v roce 2005 absolvovala hudební Gymnázium Jana Nerudy. Nebyla přijata ke studiu na Hudební fakultě Akademie múzických umění v Praze, proto začala studovat zpěv na Janáčkově akademii múzických umění v Brně u profesorky Jánské. Brněnskou akademii po třech semestrech opustila v souvislosti s programem Erasmus, během něhož v březnu 2007 vycestovala na jeden semestr do Salcburku. Při tomto pobytu přestoupila z Brna na salcburské Mozarteum (oficiálně Universität Mozarteum). Na této salcburské konzervatoři složila přijímací zkoušky a v roce 2012 s vyznamenáním absolvovala magisterský obor opera pod vedením profesorky Elisabeth Wilke a profesora Eike Gramsse. Za studijní výkony obdržela Medaili Lilli Lehmann od nadace Stiftung Mozarteum.
Roku 2015 se probojovala do finále amsterdamské soutěže Hans Gabor Belvedere. S cenou za nejlepší ženský hlas se v roce 2016 umístila na druhém místě v mezinárodní pěvecké soutěži Concours international de Belcanto Vincenzo Bellini v Marseille.

## Umělecká kariéra
Profesionální debut zaznamenala během léta 2013 na Salcburském festivalu s rolí učně ve Wagnerových Mistrech pěvcích norimberských. Dirigentem ve Velkém festivalovém domě byl Danielle Gatti. O rok později v Salcburku ztvárnila tzv. kalhotkovou roli Sesta v Mozartově opeře La clemenza di Tito a této postavy se v sezóně 2014 ujala také ve florentském Teatro Romano Fiesole.
Na prknech Státní opery Praha se poprvé představila v roce 2014 úlohou pážete Herodiady v díle Richarda Strausse Salome. V dalších sezónách na této scéně nastudovala postavy Stéphana v Gounodově Romeovi a Julii, Suzuki v Pucciniho Madam Butterfly, první služebnou ve Straussově Elektře či třetí dámu v Mozartově Kouzelné flétně. Rolí Charlotte z Massenetova Werthera se v sezóně 2017/2018 premiérově uvedla na jevišti Národního divadla.
Titulní postavou Rosiny z Lazebníka sevillského debutovala ve Slovenském národním divadle. Salcburský velikonoční festival jí v roce 2017 přinesl part Siegrune ve Wagnerově opeře Valkýra pod taktovkou Christiana Thielemanna.
V srpnu 2018 nastoupila jako sólistka do dvouletého angažmá drážďanské Semperovy opery, s účinkováním v Schoenbergově Mojžíšovi a Áronovi pod vedením Alana Gilberta, jako Sesto Pompeo v Händelově opeře Julius Caesar v Egyptě, či v představení Hugenoti od Giacoma Meyerbeera pod taktovkou Stefana Soltesze a v režii Petera Konwitschnyho. Debutovala také 8. listopadu 2018 jako Mercedés v Bizetově Carmen.
Její koncertní repertoár zahrnuje Velkou mši c moll od Mozarta či Dvořákovy Rekviem a Stabat Mater.
V roce 2019 byla nominována na divadelní cenu Thálie v oboru opera za roli Charlotty v Massenetově opeře Werther, kterou ztvárnila v Národním divadle v Praze.